# Life Is Sweet (film)
Life Is Sweet is een Britse filmkomedie uit 1991 onder regie van Mike Leigh.

## Verhaal
Andy en Wendy wonen met hun tweelingdochters in de buurt van Londen. Andy is een kok in een groot bedrijf en Wendy heeft meerdere baantjes. Hun dochter Natalie is een loodgieter en haar zus Nicola is werkloos.

## Rolverdeling
| Acteur            | Personage           |
| ----------------- | ------------------- |
| Alison Steadman   | Wendy               |
| Jim Broadbent     | Andy                |
| Claire Skinner    | Natalie             |
| Jane Horrocks     | Nicola              |
| Stephen Rea       | Patsy               |
| Timothy Spall     | Aubrey              |
| David Thewlis     | Geliefde van Nicola |
| Moya Brady        | Paula               |
| David Neilson     | Steve               |
| Harriet Thorpe    | Klant               |
| Paul Trussel      | Kok                 |
| Jack Thorpe-Baker | Nigel               |